# Old School Love
"Old School Love" là bài hát của ca sĩ hip hop Lupe Fiasco. Bài hát được phát hành vào ngày 14 tháng 10 năm 2013 nhằm quảng bá cho album phòng thu thứ năm của anh Tetsuo & Youth (2014). "Old School Love" được sản xuất bởi DJ Frank E và có sự góp mặt của ca sĩ người Anh Ed Sheeran, người góp giọng cho đoạn điệp khúc của bài hát. Bài hát đạt cao nhất ở vị trí thứ 93 trên Billboard Hot 100 và số 18 trên New Zealand Singles Chart.

## Bối cảnh
Vào tháng 2 năm 2013, ca sĩ-nhạc sĩ người Anh Ed Sheeran đang làm việc trong phòng thu với Lupe Fiasco. Anh chia sẻ trên Pressparty, "Chúng tôi thuộc cùng hãng quản lý tại Mỹ và anh ấy giao cho tôi khoảng bảy nhịp gì đó rồi bảo tôi viết lời cho tất cả các nhịp đó. Lupe thích một trong số chúng và chọn nó. Tôi là một người hâm mộ cuồng nhiệt của Lupe Fiasco nên điều đó thật là tuyệt." Vào 9 tháng 10 năm 2013, Fiasco thông báo rằng đĩa đơn đầu tiên trong album thứ năm của anh Tetsuo & Youth, sẽ là bài hát với Ed Sheeran mang tên "Old School Love". Cùng với việc tung ra hình ảnh bìa đĩa đơn, anh cũng thông báo đĩa đơn sẽ được phát hành trên iTunes vào ngày 14 tháng 10 năm 2013.

## Cấu trúc
Trong bài hát, Fiasco thể hiện tình yêu với nhạc hip hop old-school, còn Ed Sheeran hát đoạn điệp khúc giàu cảm xúc và tự nhiên. Lời bài hát của Fiasco phản ánh sự thay đổi mà nhạc hip-hop đã trải qua từ những năm 1980 tới những năm 1990, liên quan tới việc nhạc hip hop mất dần sự trong sạch vào những thứ tội ác cũng như cuộc tranh giành đang hoành hành tại thành phố quê hương anh Chicago. Ngoài ra Fiasco cũng đưa ra những lý do cho bước chuyển của anh từ hát nhạc về chính trị và "chuyển về với gốc gác của hip-hop và nhẹ nhàng phê phán" thế hệ hip hop đương đại. Thêm vào đó anh còn đề cập tới The Fat Boys, Melle Mel và Ice-T trước khi tham gia phim Law and Order. Quá trình thu âm của DJ Frank E được trợ giúp bởi một bản nhạc khí giàu giai điệu dựa trên piano. Nhiều tờ báo như Billboard và Chicago Tribune so sánh ca khúc với "Family Business" của Kanye West trong album đầu tay của anh The College Dropout. XXL miêu tả bài hát là một "bản ballad ngọt ngào."

## Ý kiến phê bình
Chris Payne của Billboard khen ngợi sự hấp dẫn giao thoa của bài hát. John Sakamoto của The Toronto Star bình luận rằng "ảnh hưởng của bài hát là old-school hip-hop, nghĩa là bản ballad mượt mà, ít động chạm này là 4 phút rưỡi hoàn toàn của hoài niệm."

## Video âm nhạc
Video âm nhạc của bài hát được đạo diễn bởi Coodie & Chike và được quay với Ed Sheeran tại New York. Coodie & Chike hoàn thành video ở Chicago. Nó được chiếu lần đầu tiên trên MTV vào ngày 9 tháng 12 năm 2013.

## Xếp hạng
| Bảng xếp hạng (2013—14)                  | Vị trí cao nhất |
| ---------------------------------------- | --------------- |
| Úc (ARIA)                                | 23              |
| Canada (Canadian Hot 100)                | 100             |
| New Zealand (Recorded Music NZ)          | 17              |
| Hoa Kỳ Billboard Hot 100                 | 93              |
| Hoa Kỳ Pop Airplay (Billboard)           | 34              |
| Hoa Kỳ Hot R&B/Hip-Hop Songs (Billboard) | 28              |
| US Rhythmic (Billboard)                  | 7               |

## Lịch sử phát hành
| Quốc gia | Ngày                 | Định dạng                     | Hãng đĩa                                  |
| -------- | -------------------- | ----------------------------- | ----------------------------------------- |
| Hoa Kỳ   | 14 tháng 10 năm 2013 | Tải nhạc xuống                | 1st & 15th Entertainment Atlantic Records |
| Hoa Kỳ   | 15 tháng 10 năm 2013 | Phát thanh mainstream urban   | 1st & 15th Entertainment Atlantic Records |
| Hoa Kỳ   | 15 tháng 10 năm 2013 | Phát thanh urban contemporary | 1st & 15th Entertainment Atlantic Records |
| Hoa Kỳ   | 19 tháng 11 năm 2013 | Phát thanh contemporary hit   | 1st & 15th Entertainment Atlantic Records |